# Podkovářství

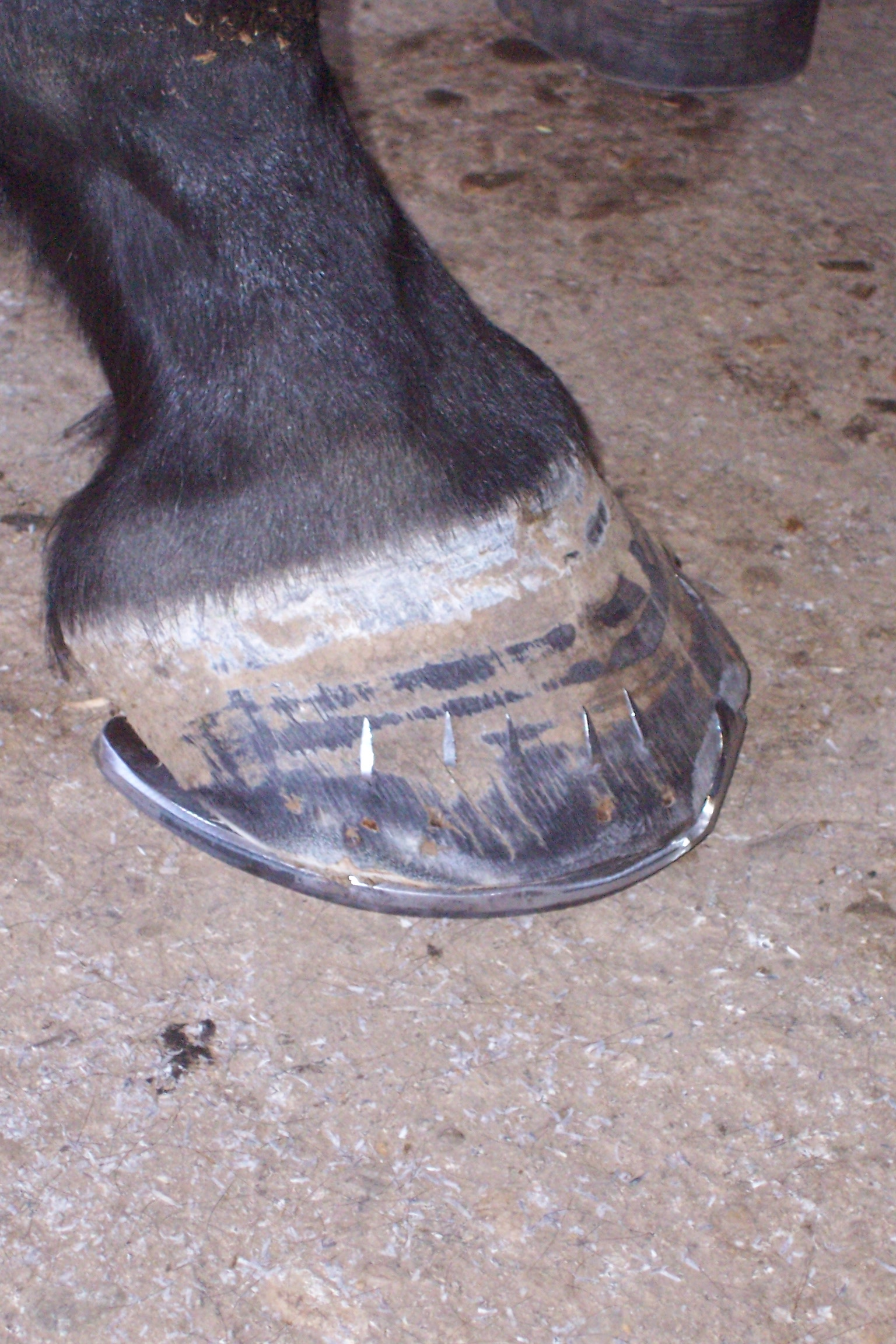
Kopyto koně s nezanýtovanou podkovou

Podkovářství je řemeslo úzce související s kovářstvím, které se zabývá výrobou a připevněním podkov ke kopytům a paznehtům zvířat, v dnešní době především koní. Podkova chrání kopyto před nadměrným opotřebením, podkování do jisté míry může napravit nepravidelné postoje a nesprávný chod koně, snižuje namáhání kloubů a šlach.
Dnes převládá názor, že u rekreačních koní není podkování nezbytné (tzv. bosonožci). Odpůrci kování dokonce tvrdí, že podkova může snížit schopnost koňského kopyta tlumit nárazy. U koní, kteří podávají nějaký výkon (práce v lese, dostihy), je však i dnes podkova nutná a užitečná. Při některých onemocněních kopyt je dokonce nezbytná (tzv. ortopedické podkování).

## Podkovárna
Podkovárna byla zpravidla místnost u kovárny, kam se vešlo zvíře i s majitelem a s podkovářem. Podkovárna vyžaduje rovnou podlahu a oddělení od výhně, protože zvířata se bojí otevřeného ohně. Pokud podkovárna nebyla spojena s kovárnou, byla výheň ve zvláštní místnosti také. Zařízení podkovárny bylo velmi prosté, v podkovárně je pouze kozlík (tj. třínohá židlička), malá kovadlina a stůl na nářadí.

## Podkovářské nářadí
Podkováři nepotřebují velké množství nářadí. Větší část nářadí, které potřebují, je součástí každé kovárny. Podkovářské nářadí lze rozdělit podle účelu na nářadí sloužící k podkování a nářadí sloužící k výrobě podkov.

### Nářadí k podkování

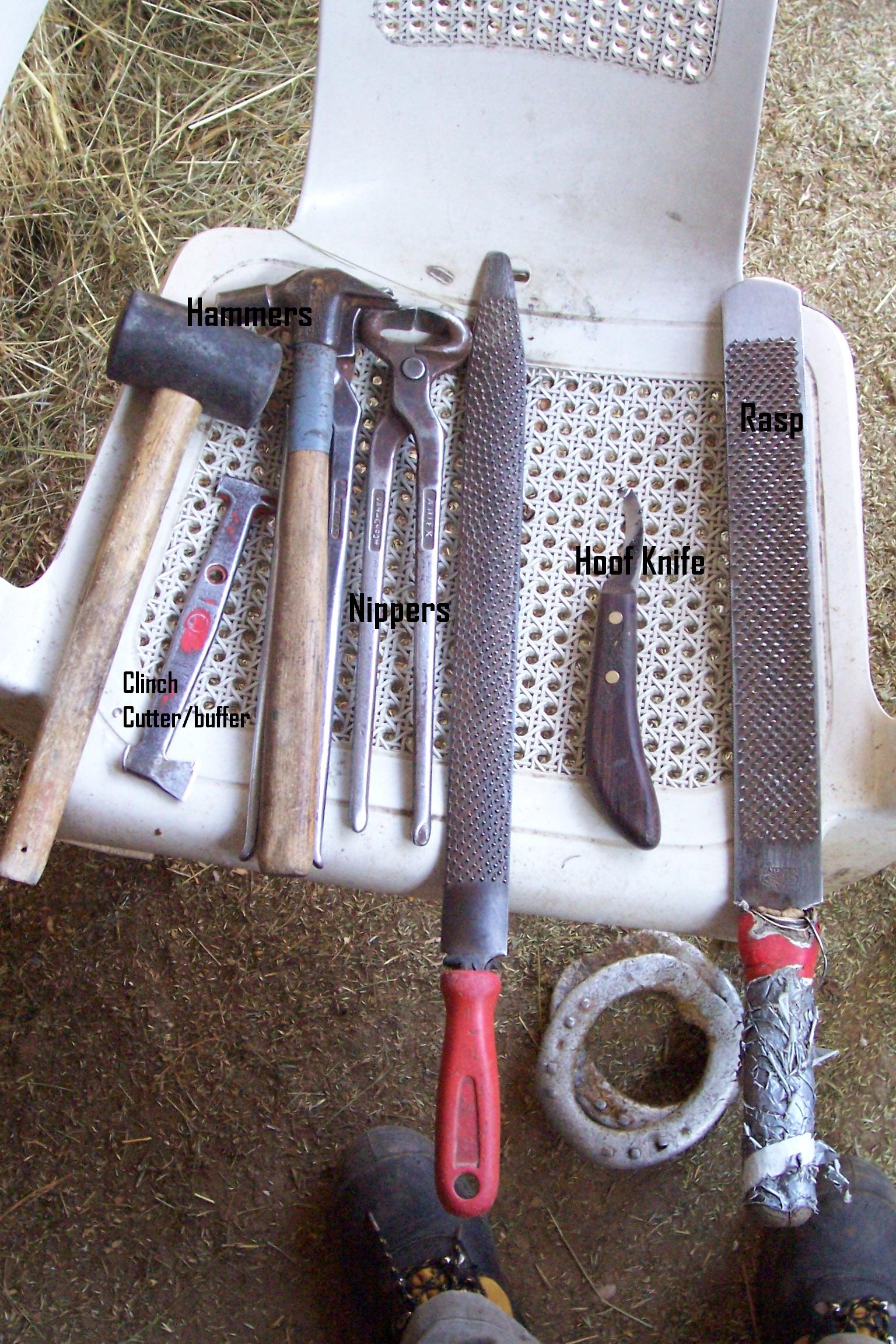
Nářadí k podkování

K podkování zvířete je třeba snímacích kleští, které slouží k sundání podkovy; jedná se o velké obloukovité kleště, které jsou určeny pouze k tomuto účelu. Dále podkovář potřebuje podkovářské kleště, což jsou silné kleště se zhruba dva centimetry dlouhým ostřím, které slouží ke štípání podkováků. Poslední kleště, které jsou používány při podkování, jsou štípací kleště s třícentimetrovým ostřím, sloužící k úpravě rohoviny kopyta. K úpravě rohoviny a vyřezání chodidel slouží tzv. kopytní nože, kterých je více druhů různé velikosti. Na úpravu rohoviny je dále třeba několika speciálních tzv. podkovářských rašplí. Vyloženě speciálními nástroji jsou podkovářská kružítka, která slouží k přidržování žhavé podkovy, a podkovářský struh, který slouží k úpravě nášlapné části kopyta. K přitloukání podkov se používá podkovářské kladívko, což je vlastně menší palička.

### Nářadí k výrobě podkov
Výroba podkov je vlastně téměř kovářská práce, k níž je potřeba klasického kovářského nářadí, tj. výhňové kleště, úzké kovářské kleště, kovářské kladivo, sekáče a průbojníky (na díry pro podkováky), závitník na vyřezání závitů pro šroubové ozuby pro zimní podkování a pilník na konečnou úpravu podkov.

## Historie podkovářství
Za první podkováře jsou považováni Keltové, kteří vynikali zpracováním kovů. Právě oni začali vyrábět kovové podkovy. Historie podkovářství je spjata s kovářstvím; prakticky ve všech zemích tuto práci dříve vykonávali kováři a teprve v 19. století vzniklo podkovářství jako specializované řemeslo (např. na území Rakouska-Uherska se tak stalo v roce 1874). K vyčlenění došlo proto, že nesprávné podkování může způsobit až zchromnutí zvířete; tím, jak se především městští kováři stávali úzce specializovaní na několik činností, byla jejich zručnost v tomto oboru značně snížena.
V dnešní době se podkování týká prakticky pouze koní, dříve vesničtí podkováři nepodkovávali pouze koně, ale i jiná zvířata (krávy a prasata). S rozvojem velkých chovů dobytka a s vytlačením pracovních koní došlo k velkému omezení tohoto řemesla, což způsobilo velký nedostatek podkovářů. S problémem nedostatku podkovářů se tak nesetkáváme pouze na úrovni amatérského chovu, ale i na úrovni profesionálních závodních chovů.

## Podkování koní

### Prohlídka zvířete
Samotnému podkování předchází podrobná prohlídka zvířete, jež je velmi důležitá, neboť správné podkování je závislé na správném vyhodnocení této prohlídky. Pro její účely je nutno mít nějaký rovný povrch, aby zvíře stálo co nejrovněji. Podkovář musí znát účel, k němuž je zvíře určeno, protože podle tohoto stanoví typ podkovy. Dále musí vidět, jak jsou vyvinuty nohy a kopyta, jaký má kopyto tvar a jak je kvalitní. Dalším významným znakem, kterého si podkovář všímá, je velikost kopyta vzhledem ke stavbě zvířete a vzhledem k ostatním kopytům. Dále si všímá opotřebení a poškození kopyt, nárůstu rohoviny a průběhu osy prstu.
Při prohlídce koně potřebuje podkovář vidět, jak zvíře našlapuje při normální chůzi a při klusu. Jak při stání, tak při chůzi i klusu musí podkovář prohlížet kopyto ze všech stran. Poté je nutno prozkoumat přímo kopyto a starou podkovu. Pokud se tato činnost provádí správně, je časově náročná a vyžaduje značné znalosti nejen kovařiny, ale i anatomie koně.

### Sejmutí staré podkovy
Po dokončení prohlídky je nutno sundat starou podkovu. Před samotným sundáním podkovy je nutno celé kopyto pečlivě očistit a omýt vodou; to se dělá proto, aby byly dobře vidět nýty podkovy a aby se do kopyta zbytečně nezanášely nečistoty.
Sundání podkovy je fyzicky velmi náročná činnost, při které je nutno udržet kopyto. Levou rukou (leváci pravou) pevně uchopí kopyto, poté sekáčem a kladívkem napřímí (otevřou) nýty všech hřebů – podkováků. Je nutno napřímit vždy všechny, protože podkova se nemůže páčit. Po otevření nýtů se kleštěmi v zadní části uchopí celá podkova a plynulým pohybem se zvedá směrem od kopyta, čímž se docílí nadzvednutí podkováků (hřebů připevňujících podkovu). Podkova se nesmí strhávat násilně a není možné podkováky uvolňovat trhavými pohyby, protože takové chování poškozuje kopyto, může poškodit klouby a způsobuje neklid koně. Po uvolnění podkováků se podkova kladívkem přiklepne zpět a povytažené podkováky se již mohou chytnout za hlavy a vytáhnout. Po vyndání všech podkováků podkova odpadne. V případě zdravých kopyt se postupně sundají všechny podkovy a teprve poté se kůň znovu okuje. Pokud je jedno kopyto nemocné, sejme se napřed podkova z nemocného kopyta, poté se provede kompletní podkování nemocného kopyta a teprve poté podkovář podková ostatní nohy. Tento postup se volí, protože kůň není nucen stát na nemocném kopytu a v okamžiku, kdy na něj stoupá, má již novou podkovu.

### Příprava kopyta
Po sejmutí podkov podkovář prohlédne kopyto a podkovu, podle rovnoměrnosti opotřebení a podle předchozí prohlídky určí způsob podkování koně. Poté připraví kopyto k podkování, to znamená, že nejprve kopytním nožem a štípacími kleštěmi odstraní přebytečnou a odumřelou rohovinu, upraví střel, čímž zdravé kopyto získá přirozený a rovnoměrný tvar. Tyto práce lze také dělat struhem a sekáčem na rohovinu. Nakonec se rašplí srovná podkovonosný okraj, případně srazí ostrá hrana okolo kopyta.
U nezdravého kopyta lze správnou úpravou, která ho přibližuje ke správnému tvaru, nemoc potlačit nebo vyléčit. Úspěšnost léčby koňských kopyt je tak z velké části závislá na správném ořezání.

### Příprava podkovy

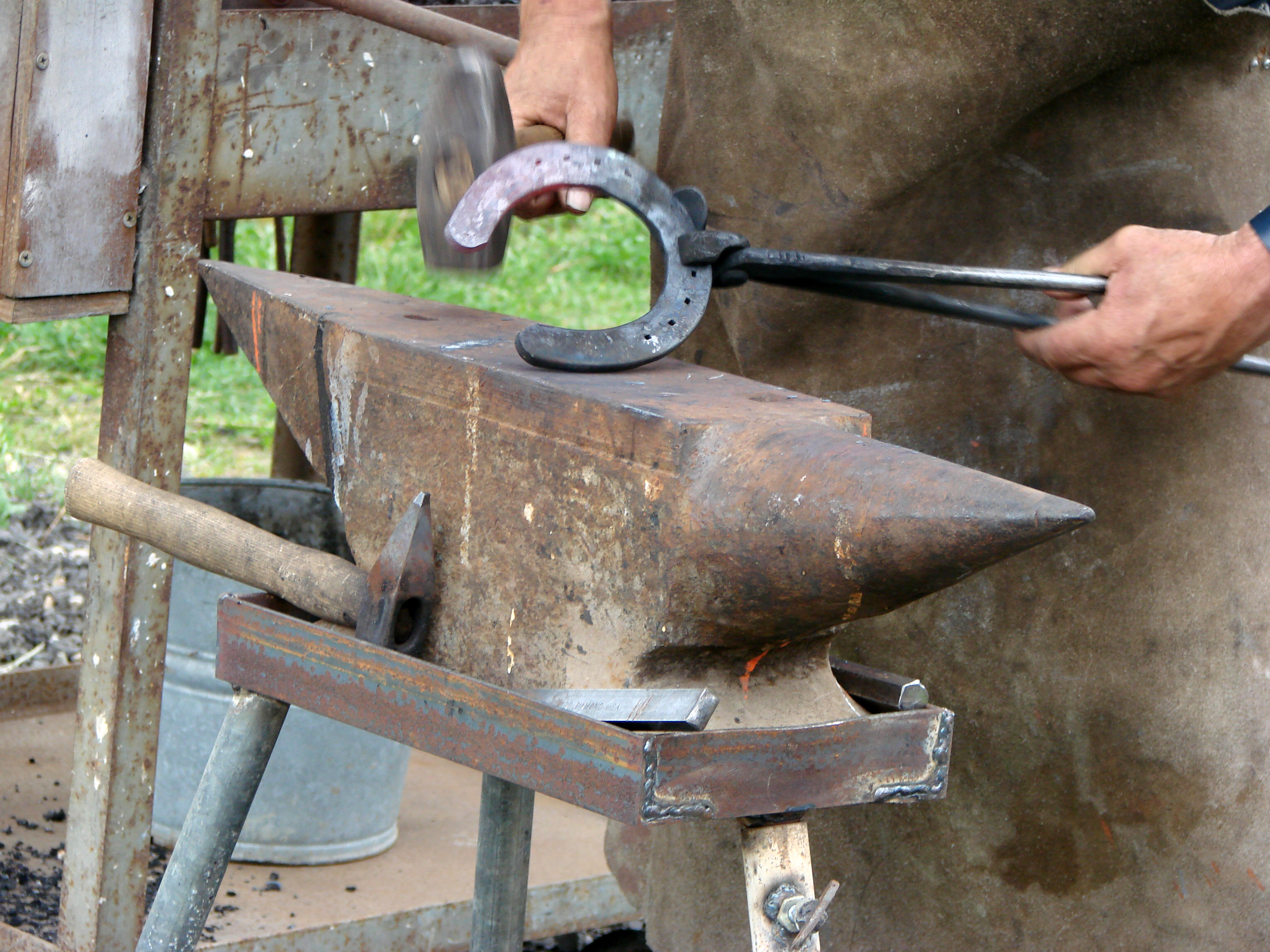
Úprava strojově vyrobené podkovy

Po oštípání přebytečné rohoviny a zarovnání chodidla rašplí si podkovář natvaruje podkovu. Účelem je přizpůsobit podkovu pro chodidlo tak, aby celý podkovonosný okraj kopyta byl položen na horní ploše podkovy. Podkova musí kopírovat vnější hranu kopyta v jeho nejširší části, v patkových částech pak přesahuje chodidlo podle určení koně (u jezdeckých koní je přesah minimální (někdy i necelý milimetr), zatímco u tažných koní může být až 11–12 milimetrů.
Dříve podkovář vyráběl buď celou podkovu, nebo dotvářel pouze ohnutý a rýhovaný polotovar od kováře. Ve 20. století se rozmohla strojová výroba a tak jsou sériově vyráběné podkovy prakticky hotové – včetně otvorů, čapek, zakončení a dokonce i označené (P, L). Ručně vyráběné podkovy jsou dražší, ale jejich výhodou je, že jsou dělány přesně na kopyto a zvláště u nemocných a atypických kopyt mohou zvířeti výrazně lépe vyhovovat.

### Připasování podkovy

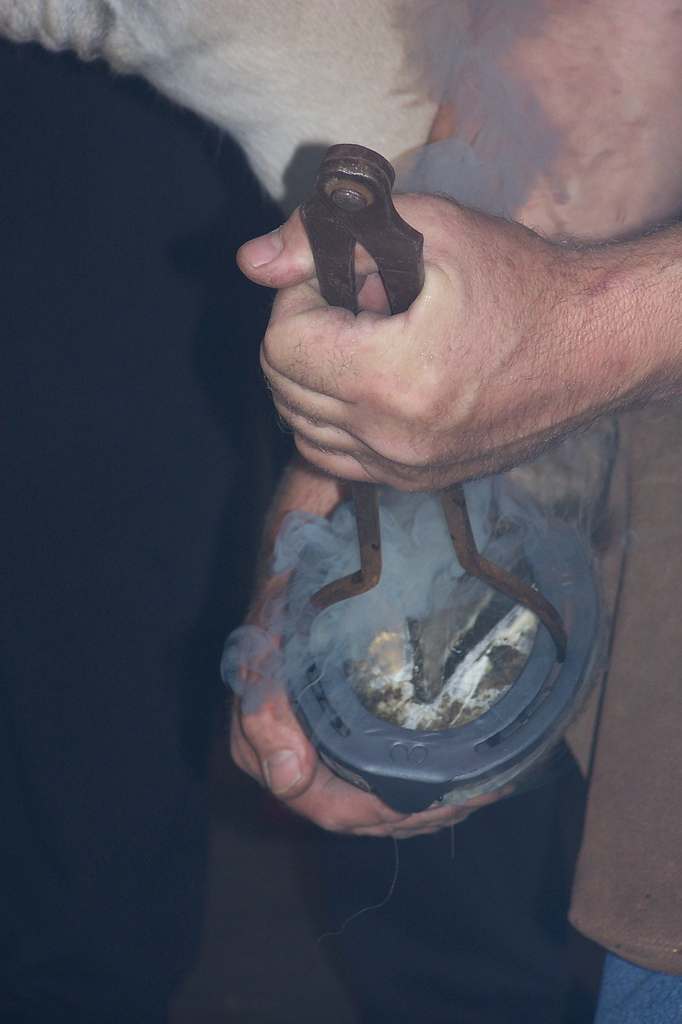
zkušební přikládání horké podkovy

Po vykování, natvarování nebo vyhlazení nosného okraje, pokud byla podkova již použita, využije podkovář zbytkové teploty oceli, to znamená, že má barvu (je tmavě červená) a přiloží podkovu ke kopytu. Přidržení podkovy u kopyta musí být krátké a dostatečně silné. Provádí se za pomocí podkovářského kružítka. Podkovář druhou rukou omakem kontroluje, zda podkova kopíruje hranu kopyta a dodržuje zamýšlený přesah. Pokud by podkova neměla dostatečnou barvu, došlo by k popálení podkovářovy ruky, jelikož ocel bez barvy se ke kůži a masu přiškvaří. Naopak pokud je podkova příliš teplá, dochází k vzplanutí kopyta. To podkovář nesmí dopustit, ač to u některých vidíme a jejich snahou je srovnání a splynutí nosného okraje. Po sundání podkovy je vidět, zda podkova přilehla přesně. V místech, kde podkova nepřiléhá, jsou patrna světlejší místa. Pokud podkova nepřiléhá, musí podkovář svou práci opravit. V žádném případě nesmí podkovář přizpůsobovat kopyto podkově. Vždy se podkova upravuje danému kopytu.
Když podkova dokonale sedí, přitluče se podkováky. Počet podkováků je závislý na účelu a velikosti koně a pohybuje se od pěti do devíti. Velikost podkováků je závislá na tomtéž a pohybuje se mezi 41 a 77 milimetry; použití jiné velikosti je zcela ojedinělé. Jiný počet se nepoužívá nikdy. Přikování samotné musí být provedeno co nejpřesněji. Podkovář přiloží podkovu na kopyto a pomocník, který drží nohu koně, ji palci přidrží na obou ramenech podkovy. Podkovář pak nasadí podkovák tak, aby kopíroval směr kopyta, což je nutné proto, aby nedošlo k poškození měkké části kopyta. Poté podkovář podkovářským kladívkem přitluče podkovu. Dokud podkovák v měkké části kopyta vydává při přitloukání hluboký, tlumený zvuk, je nutno ho přitloukat lehkými údery, když se podkovák dostane do tvrdé části kopyta, začne vydávat vysoký a jasný zvuk. V této fázi již není nutno podkovu přidržovat a lze zatloukat větší silou. Pokud by podkovák vydával dlouho tlumený zvuk a byl tedy zatloukán do měkké části, musí být ihned vytažen. Cílem zatloukání je, aby vyšla zhruba jedna třetina podkováku ze stěny, pokud se tak nestane, je nutno podkovák ihned vyndat. V okamžiku, kdy je podkovák zatlučen, musí se část podkováku, která vyšla z kopyta, ohnout směrem ke kopytu, aby se o ni kůň nebo podkovář nepoškrábali. Po zaražení předních dvou podkováků se kůň nechá došlápnout, aby se zjistilo, zda se podkova neposunula. Pokud se podkova posune málo, lze toto posunutí srovnat poklepem kladívka z boku a doražením podkováků, při větším posunu je nutno podkovu vyndat a znovu přitlouci. Poté se přitlučou zadní a nakonec ostatní podkováky.
Podkováky se do kopyta zarážejí minimálně pět milimetrů a maximálně čtyři centimetry v závislosti na velikosti kopyta. Pokud je ve zcela výjimečných případech zvolen jiný způsob zatlučení, znamená to nějaké omezení související s léčbou kopyta. Vzdálenost všech podkováků musí být stejná, to lze nedodržet jen při větších poškozeních kopyt. Po zaražení všech podkováků je nutno ještě upravit zatlučení hřebů tak, aby dokonale zapadly do rýhy v podkově, poté se přidrží na špičce podkováku konec rašple a kladivem se pevně přirazí. Pak se kleštěmi hned u kopyta štípou vyšlé části podkováků, poté se orašpluje trochu rohoviny u konců podkováků, ty se vypilují do čtverce a rašplí se ohnou a zatlučou do kopyta. Pokud nejsou dokonale v kopytě, je nutno je ještě zapilovat pilníkem.

### Prohlídka zvířete
Po přikování podkovy je nutno znovu prohlédnout zvíře jak při chůzi, tak při běhu a zkontrolovat, zda nekulhá. Pokud kulhá, je nutné podkovu sejmout, odhalit problém a koně překovat. Dále je třeba zkontrolovat, zda kůň rovnoměrně došlapuje, zda koni vyhovují rozměry a tvar podkovy.

### Dokončovací práce

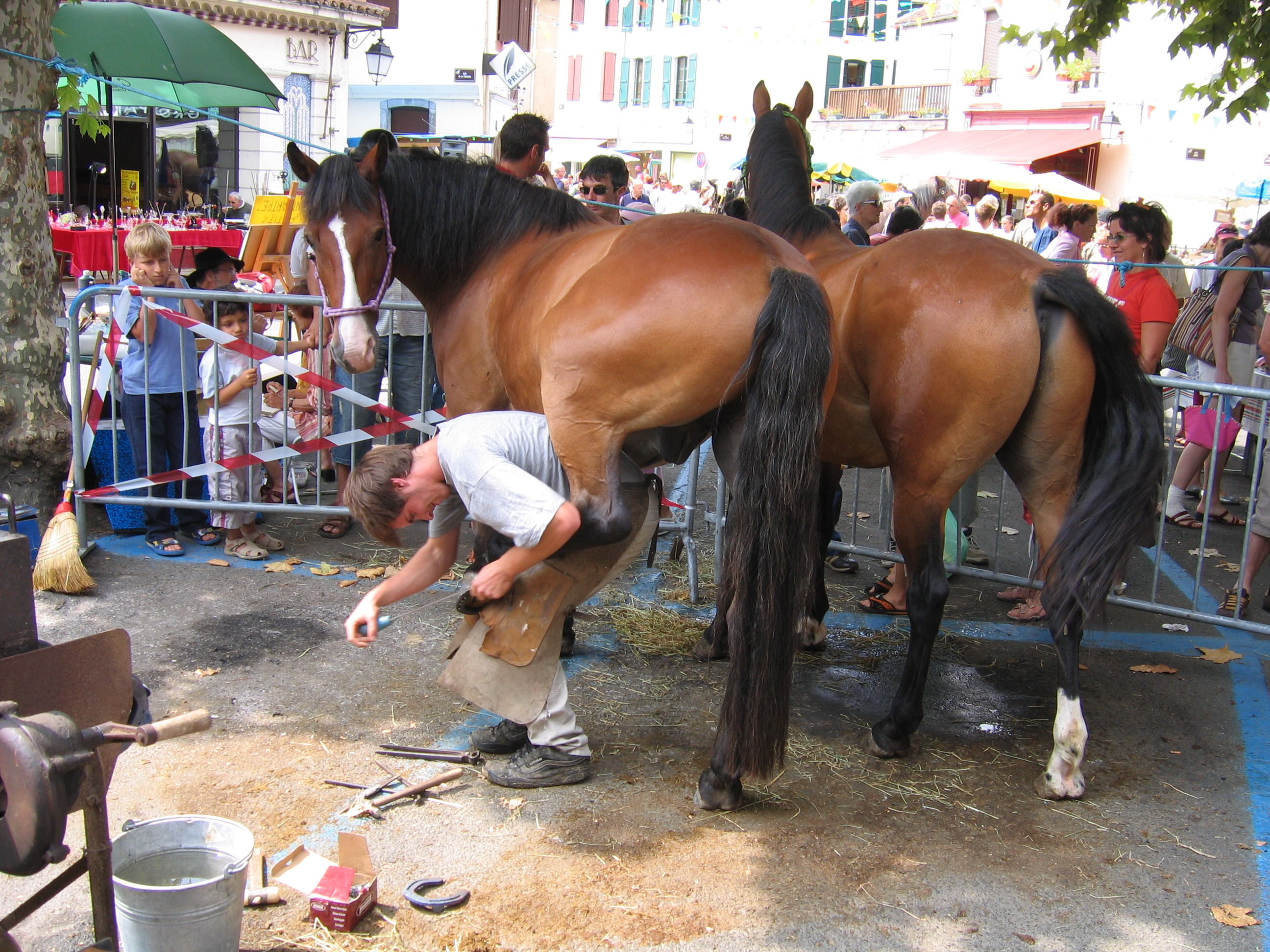
zapilování podkovy

Pokud prohlídka dopadne dobře, zarovná podkovář pilníkem všechny nerovnosti a okraje u podkovy. Poté podkovářským tmelem zaplní všechny díry v kopytní rohovině a přetře kopyto mastným hadrem. Díry se zalepují především kvůli tomu, aby nedocházelo k dalšímu poškozování rohoviny. Natírání mastnotou je věc čistě estetická, neboť kopyta se pěkně lesknou a zvýrazní se jejich zbarvení.
Pokud je třeba vyspravit nějakou větší část kopyta, je nutno ji napřed pečlivě umýt, poté odmastit, což se dělá buď odmašťovacím přípravkem, nebo se dané místo rychle přejede rozžhaveným plíškem. Poté se poškozené místo zalije rozehřátým tmelem, který má konzistenci husté kaše. Při takové činnosti je nutno tmel rychle chladit vodou, aby koně nepálil a ten nebyl neklidný; zároveň s tím je třeba tmel zarovnávat. Po ukončení tmelení se takové místo ještě rychle přejede do hněda rozpáleným plíškem, čímž se uhladí povrch.

### Zvláštní způsoby okutí koně
V zimě nebo v horách je potřeba okout koně tak, aby byl jistý na klouzavém terénu. Proto se používá tzv. okutí na ostro, což znamená, že se buď použijí podkovy s ostrým hmatcem anebo se ozuby a hmatec přiostří. Další možností, jak tento problém vyřešit, je využít našroubovací či nasouvací ozuby. Odlišně od standardu se dále kovají staří koně, protože kůň ve stáří nedostatečně zvedá nohu, což může vést k jeho zakopnutí. To se zpravidla řeší speciálně ohnutou podkovou. Speciální podkovy dostávají i koně s různými zdravotními problémy – pokud má kůň nějak nemocné kopyto, je to často zohledňováno při způsobu okutí i při samotném postupu. V takových případech může dojít k nedodržení některých postupů, které jsou běžné. V případě nemocného kopyta je velmi důležité správné seříznutí a tvar podkovy, která pak umožňuje koni méně namáhavou chůzi.

## Ortopedické podkování
Je podkování nohy koně speciální podkovou, která má za úkol eliminovat vady a nemoci kopyta. Provádí ve většině případů ve spolupráci s veterinářem. Nejčastější podkovy pro ortopedické kování jsou zámkové (zastavení mechaniky kopyta, podpora střelu), částečné (zamezení opotřebování kopyta v exponovaném místě), podkova na schvácené kopyto a další.

## Podkování skotu
Zhruba do druhé světové války se podkováři starali i o úpravu paznehtů skotu, tato práce postupem času přešla na veterináře. Navíc je výrazně častější, že se zvíře s problémy kopyt porazí, protože jeho reálná hodnota díky velkochovům výrazně poklesla.
Problémy s paznehty vznikají kvůli ustájení zvířat, což výrazně snižuje jejich pohyb a tím i obrušování rohoviny, ta pak nadměrně narůstá a bylo třeba ji odstraňovat. K odstranění muselo docházet zhruba jednou ročně, jinak zvíře přestalo našlapovat na patní část kopyta a paznehty tak nesly příliš velkou váhu, což způsobovalo zranění, která se velmi problematicky hojí.
Skot si, na rozdíl od koně, nenechá zvednout nohu, proto je třeba zvolit jiný způsob úpravy kopyt. Při odstraňování přebytečné rohoviny nebylo nutno nohu příliš pečlivě prohlížet. Samotné odstraňování se dělalo tak, že se noha zvířete opřela o špalek a podkovář napřed dlátem odsekal přebytečnou rohovinu, kopyto pak ještě upravil pomocí kopytního nože a štípacích kleští a konečnou úpravu pak udělal pomocí struhu a rašple.
Pokud byl skot využíván i pracovně, bylo třeba ho podkovat, což zvýšilo jeho tažnou sílu. Sundání podkovy a přikování nové probíhalo velmi podobně jako u koní. Nejvýraznějším rozdílem je důkladnost prvotní prohlídky a to, že se skot koval výhradně za studena, protože anatomie kopyta skotu neumožňuje nasazení za tepla. Podkovy používané pro skot se výrazně lišily od koňských (je to sudokopytník), při dělání podkov pro skot nebyla nutná taková přesnost, protože se zpravidla podkovávalo zdravé zvíře, od něhož se očekávala pouze síla do tahu, nikoli běh. V dnešní době se podkování skotu už prakticky nevyskytuje.